# بالولوب
بالولوب (بالإنجليزية: Palulop)‏ رب بحري كبير وقائد زورق جزر كارولين. وهو أبو ألولوي ويعتبر رئيس الملاحة.